# Rain (canción de Soyou y Baekhyun)
«Rain» es una canción interpretada por los cantantes surcoreanos Soyou y Baekhyun, miembros de los grupos Sistar y EXO respectivamente. La canción fue publicada el 14 de febrero de 2017 por Starship Entertainment.

## Antecedentes y lanzamiento
El 6 de febrero de 2017, Soyou y Baekhyun anunciaron por la agencia Starship Entertainment que ambos colaborarían en un dueto titulado «Rain». La canción refleja sentimientos melancólicos de nostalgia acompañado de la lluvia después de que una relación llegara a su fin. El 9 de febrero, un teaser del vídeo de los dos cantantes fue liberado. El 14 de febrero, la canción fue publicada digitalmente acompañada de su vídeo musical. Al día siguiente, Starship Entertainment publicó el detrás de escenas del vídeo de la canción.

## Vídeo musical
El vídeo musical trata de una estudiante de secundaria que escucha música en un día de lluvia. Obtuvo un millón de visitas en el primer día de su lanzamiento. El 15 de febrero, Starship publicó un vídeo especial de la canción interpretado por Soyou.

## Recepción
Después de su publicación, «Rain» se posicionó en el top de varias listas musicales digitales de Corea del Sur, y obtuvo una victoria conocida como «all-kill». La canción se posicionó en la segunda posición de Gaon Digital Chart La canción se posicionó en QQ Music y en la lista semanal de vídeos musicales de YinYueTai.

## Posicionamiento en listas
| Lista (2017)               | Mejor posición |
| -------------------------- | -------------- |
| Sencillos semanales (Gaon) | 2              |
| Sencillos mensuales (Gaon) | 9              |

## Ventas
| Región                      | Ventas   |
| --------------------------- | -------- |
| Corea del Sur (Gaon) </ref> | 561 299+ |

## Historal de lanzamiento
| Región        | Fecha                 | Formato          | Distribuidor   |
| ------------- | --------------------- | ---------------- | -------------- |
| Mundo         | 13 de febrero de 2017 | Descarga digital | Starship, LOEN |
| Corea del Sur | 14 de febrero de 2017 | Descarga digital | Starship, LOEN |